# Бондарчук Дарина Олександрівна
Дарина Олександрівна Бондарчук (нар. 20 травня 1998) — українська футболістка, воротарка харківського «Металіста 1925» .

## Клубна кар'єра
Дорослу футбольну кар'єру розпочала в 2013 році в клубі першої ліги «Вікторія» (Любар). У складі команди дебютувала 25 серпня 2013 року в програному (1:2, у додатковий час) домашньому поєдинку 2-о туру кубку України проти київського «Атекс-СДЮШОР №16». Дарина вийшла в стартовому складі та відіграла увесь матч. Цей матч виявився єдиним для Бондарчук у футболці «Любара». Взимку 2014 року перейшла до «Атекс-СДЮШОР №16», у футболці якого виступала в третьому розіграші зимової першості чемпіонату України. Дебют за столичну команду — 25 лютого 2014 року в програному (0:5) поєдинку проти «Родини-Ліцею». Дарина вийшла на поле на 70-й хвилині, замінивши Надію Каращук. Після виходу на поле пропустила два м'ячі. На зимовій першості зіграла 2 матчі за «Атекс», проте на матчі Вищої ліги столичний клуб її не заявив. Натомість у сезоні 2013/14 років Бондарчук виступала в жіночочму чемпіонаті Києва з футзалу за команду «СДЮШОР-16» (Київ), у футболці якої зіграла 4 матчі та відзначилася 1 голом.
Взимку 2015 року перейшла до «Українки», у складі якої виступала в 4-у розіграші зимової першості України. Дебютувала в новій команді 26 лютого 2015 року в програному (1:2) виїзному поєдинку 1-о туру зимової першості проти «Ятрань-Берестівець». Дарина вийшла на поле в стартовому складі та відіграла увесь матч. На цьому турнірі Бондарчук зіграла в 5-и матчах. Молода воротарка отримала шанс проявити себе й у Вищій лізі, в заявку до якої клуб вніс її напередодні старту сезону. Дебютувала у «вишці» 25 липня 2015 року в програному (0:1) домашньому поєдинку 9-о туру проти клубу «Ятрань-Берестівець». Бондарчук вийшла на поле в стартовому складі та відіграла увесь матч. У складі тернопільського колективу зіграла 4 матчі у Вищій лізі.
Взимку 2016 року приєдналася до «Житлобуду-2», у складі якого взяла участь у Зимовій Всеукраїнській першості. На цьому турнірі дебютувала 19 лютого 2016 року в переможному (5:0) виїзному поєдинку 2-о туру проти «Атекс-СДЮШОР №16». Дарина вийшла на поле в стартовому складі та відіграла увесь матч. Завдяки вдалій грі на Зимовій першості потрапила до заявки команди на чемпіонат України 2016, в якому дебютувала 24 квітня 2016 року в переможному (3:0) виїзному поєдинку 1-о туру проти «Ятрань-Берестівець». Дарина вийла на поле в стартовому складі, а на 74-й хвилині її замінила Вікторія Кислова. У сезоні 2017/18 років зіграла 2 матчі в жіночій Лізі чемпіонів.
У 2022 році, через військове вторгнення Росії в Україну, Бондарчук переїхала до Іспанії, де згодом грала за «Дукс Логроньо». Влітку 2022 року гравчиня повернулася до свого попереднього клубу, який з того часу змінив назву на «Ворскла» (Полтава).

## Кар'єра в збірній
Викликалася до дівочої збірної України WU-19. Вперше до заявки цієї команди потрапила 4 квітня 2015 року в програному (0:1) виїзному поєдинку 1-о туру жіночого дівочого чемпіонату Європи проти одноліток з Бельгії. Бондарчук тоді просиділа увесь матч на лаві для запасних. Дебютувала ж за команду WU-19 17 вересня 2015 року в програному (0:1) поєдинку дівочого чемпіонату Європи проти збірної Австрії. Дарина вийшла на поле в стартовому складі та відіграла увесь матч, а на 88-й хвилині отримала жовту картку. З 2015 по 2017 рік у дівочій збірній України WU-19 зіграла 8 матчів.
У першій частині січня 2018 року взяла участь у третьому навчально-тренувальному зборі для воротарок жіночої збірної України, який проходив у Славутичі.
У футболці національної збірної України дебютувала 7 березня 2020 року в переможному (4:0) поєдинку кубку Пінтар проти Північної Ірландії. Дарина вийшла на поле на 74-й хвилині, замінивши Ірину Саніну.

## Досягнення
Чемпіонат України:
 Чемпіон (4): 2016, 2017, 2020, 2023
 Віце-чемпіон: (5): 2014, 2018, 2019, 2021, 2025
 Бронзовий призер: (1): 2015
Кубок України:
 Володар (4): 2020, 2021, 2022, 2023